# Taosa amazonica
Taosa amazonica är en insektsart som beskrevs av Ronald Gordon Fennah 1945. Taosa amazonica ingår i släktet Taosa och familjen Dictyopharidae. Inga underarter finns listade i Catalogue of Life.